# Ben-Hur (film, 2003)
Pour les articles homonymes, voir Ben-Hur.
Pour plus de détails, voir Fiche technique et Distribution.
Ben-Hur est un film d'animation réalisé par William R. Kowalchuk Jr. en 2003. Le film est inspiré du roman à succès Ben-Hur : Un conte du Christ écrit par Lew Wallace.
Il s'agit de la 4e adaptation à l'écran du roman. Le film a été produit par la société de production de Charlton Heston Agamemnon Films (en association avec Good Times Entertainment). Charlton Heston prête lui-même sa voix au personnage principal, le jeune prince fictif hébreu Judah Ben-Hur.

## Synopsis
L'histoire se déroule au début de l'ère chrétienne, Judah Ben-Hur un jeune prince hébreu qui vivait avec sa mère Miriam et sa sœur Tirzah dans un palais en Judée recevra la visite impatiente de son ami d'enfance Messala jeune romain engagé dans l'armée romaine qui s'était absenté pendant cinq longues années. Devenu centurion, Messala trahira Judah accusé d'avoir voulu assassiner le préfet romain Valerius Gratus après un tragique accident. Il le réduira en esclavage dans les galères romaines et fera emprisonner sa jeune sœur et sa mère.
À cette époque, il est dit alors qu'un jeune enfant était né et qu'il est le messie (le sauveur), envoyé de Dieu pour sauver tous les peuples. Judah ayant foi en sa venue survivra aux galères romaines et sauvera la vie d'Arrius, aristocrate romain lors d'une bataille navale. Arrius pour le remercier fera de lui son fils adoptif et légitime héritier. Il lui offrira une vie luxueuse et abondante mais malgré tout Ben-Hur est malheureux ; sa mère et sa sœur Tirzah lui manquent terriblement et ne cesse de se demander ce qu'elles sont devenues. Arrius peiné de voir son fils meurtri de chagrin chargera un  messager d'enquêter sur leur sort dans le plus grand des secrets. 
Arrius découvrira alors que la mère et la sœur de Judah sont toujours vivantes mais impures, affectées par la lèpre. Il n'en parlera jamais à Judah qui décidera de quitter le temple pour aller à leur recherche. 
Pendant son périple, Ben-Hur assistera à une course de chars où il sera surpris de revoir celui qui est devenu son ennemi Messala. Il fera la rencontre du Cheikh arabe Ildérim le Généreux qu'il convaincra de l'engager comme conducteur de chars; voulant ainsi prendre sa revanche sur Messala en l'affrontant dans une course. Ben-Hur triomphera et Messala accidenté lors de la course deviendra paraplégique. 
Judah poursuivant son voyage retrouvera Esther jeune esclave dont il était éperdument tombé amoureux avant son envoi dans les galères. Ils seront témoins de la venue de celui qu'ils appellent le messie, Jésus. Venu prêcher son message à de nombreux disciples et poursuivi par Hérode, le Grand roi des Juifs voulant l’assassiner, il redonnera la vue par miracle devant les yeux ébahis de Judah à des aveugles et guérira des lépreux. Croyant sa mère et sa sœur morte, il apprendra par Esther qu'elles sont toujours vivantes. 
Lors du crucifiement de Jésus ordonné par les romains auxquels assistent tous les habitants de Jérusalem, elles seront guéries. Ayant pardonné à son ancien ami Messala, lui aussi retrouvera l'usage de ses jambes.
Judah épousera Esther avec qui il aura deux enfants ; il les élèvera dans la foi chrétienne.

## Fiche technique
- Réalisation : William R.Kowalchuk (Bill Kowalchuk)
- Dates de sortie : 
  - 15 février 2003 ( États-Unis)
  - 5 novembre 2004 ( France) (DVD)

## Distribution
Version originale
- Charlton Heston (VF : Michel Leroyer) : Ben-Hur
- Duncan Fraser : Messala
- Scott McNeil : Jésus
- Gerard Plunkett : Ponce Pilate

## Différences avec le roman
Dans le roman, Esther est la fille du marchand Simonide, ancien serviteur du père de Ben-Hur dont Ben-Hur tombe amoureux alors que dans le film Esther est une ancienne esclave et servante qui travaillait pour la famille de Ben-Hur dans leur palais. Dans le roman, la servante de la famille s'appelle Amrah.
Dans le film, Simonide n'apparait pas.